# برج KXTV/KOVR

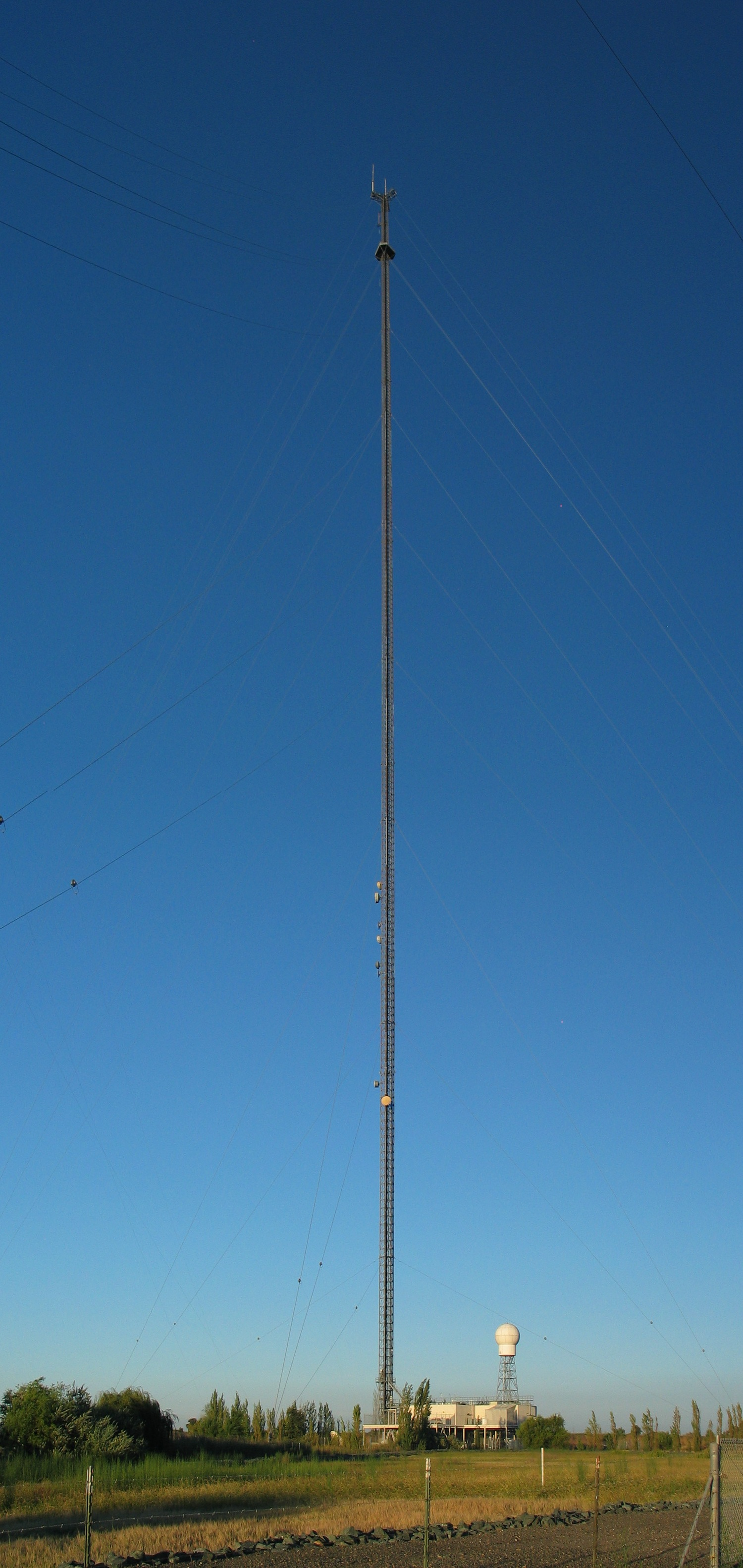
نمایی از برج KXTV/KOVR (برج سرمایه‌گذاری مشترک ساکرامنتو) - ۲۰۰۶

برج KXTV/KOVR (همچنین به عنوان برج سرمایه‌گذاری مشترک ساکرامنتو شناخته می‌شود) دارای ارتفاع ۲٬۰۴۹ فوت (۶۲۵ متر) است و به عنوان برج ارتباطی در والنات گرو، کالیفرنیا، ایالات متحده واقع شده‌است.
سیگنال ها را تا آسیا منتقل می کند. مختصات جغرافیایی سایت، یک منطقه روستایی کم ارتفاع در حدود ۲۳ مایل (۳۷ کیلومتر) جنوب-جنوب غربی ساکرامنتو و ۲۵ مایل (۴۰ کیلومتر) شمال -شمال غرب استاکتون، هستند. در همسایگی برج KXTV/KOVR دو برج با ارتفاع مشابه، برج کانال ۴۰ و کانال 6 KVIE-TV و برج کانال ۳-هرست-آرگیل وجود دارد که یک «مزرعه» آنتنی چشمگیر را در سمت شرقی رودخانه ساکرامنتو تشکیل می‌دهد. و غرب آزادراه بین ایالتی ۵ که به راحتی می‌توان کیلومترها در اطراف در هر جهت مشاهده کرد. آنتن‌های روی این برج‌ها به ایستگاه‌های پخش برنامه‌ای برای بینندگان تلویزیونی در ساکرامنتو/استوکتون/مودستو DMA (منطقه بازار تعیین‌شده) در دره مرکزی کالیفرنیا سرویس می‌دهند.
با ارتفاع قابل توجه و موقعیت مرکزی خود در Walnut Grove، آنها پوشش سیگنال خط دید (LOS) را به زمین‌های هموار دره مجاور برای بیش از ۶۰ مایل (۱۰۰ کیلومتر) به سمت شمال (ساکرامنتو) و به سمت جنوب ارائه می‌کنند. برج‌ها همچنین پوشش بسیار خوبی در سراسر دره به سمت شرق به سمت کوهپایه‌ها و کوه‌های سیرا نوادا و از غرب به بخش‌هایی از منطقه خلیج سانفرانسیسکو شرقی (شهرستان‌های سولانو و کنترا کوستا شرقی) ارائه می‌دهند.
این برج همچنین یک آهنربا برای بیس جامپرهایی است که به‌طور غیرقانونی به ملک وارد می‌شوند، از برج بالا می‌روند، می‌پرند و با چتر به زمین می‌افتند. یک بیس جامپر در سال ۲۰۰۵ هنگامی که چتر نجات او یکی از سیم‌های متعدد برج را گرفت و توسط پرسنل آتش‌نشانی نجات یافت، دستگیر شد. امنیت سایت از آن زمان ارتقا یافته‌است.
فیلم سقوط (۲۰۲۲) به گفته کارگردان بر اساس این برج رادیویی ساخته شده‌است.